# Mario West
Mario Marceé West (Huntsville, Alabama, 19. lipnja 1984.) američki je profesionalni košarkaš. Igra na poziciji bek šutera, a može igrati i nisko krilo. Trenutačno je član NBA momčadi Atlanta Hawksa. Prijavio se na NBA draft 2007., ali nije bio izabran od strane nijedne momčadi.

## Srednja škola i sveučilište
West je pohađao srednju školu Douglas County High School. Na četvrtoj godini srednje škole, West je prosječno postizao 22 poena i 10 skokova po utakmici te je, kao nagradu, za svoje odlične nastupe izabran za "Douglas County" igrača godine. Nakon srednje škole, West se odlučio na pohađanje sveučilišta Georgia Tech. Na zadnjoj godini sveučilišta, West je osvojio tamošnje natjecanje u zakucavanju te je diplomirao menadžment i ekonomiju.

## NBA karijera
Nakon završetka četvrte godine sveučilišta, West se prijavio na NBA draft 2007., ali nije bio izabran od strane nijedne momčadi. Međutim ubrzo je potpisao za Atlanta Hawkse gdje se zadržao dvije sezone te je nakon završetka sezone 2008./09. otpušten iz kluba.

## NBA statistika

### Regularni dio
| Godina    | Klub    | Odig. uta. | Uta. poč. | Min. | 2P%  | 3P%   | Sl. bac.% | Skok. | Asist. | Ukr. lop. | Blok. | Poena |
| --------- | ------- | ---------- | --------- | ---- | ---- | ----- | --------- | ----- | ------ | --------- | ----- | ----- |
| 2007./08. | Atlanta | 64         | 2         | 4.2  | .429 | .000  | .654      | .8    | .2     | .2        | .1    | .9    |
| 2008./09. | Atlanta | 53         | 3         | 5.1  | .412 | 1.000 | .467      | 1.1   | .4     | .3        | .1    | .8    |
| Ukupno    |         | 117        | 5         | 4.6  | .422 | .200  | .554      | .9    | .3     | .3        | .0    | .9    |

### Doigravanje
| Godina    | Klub    | Odig. uta. | Uta. poč. | Min. | 2P%  | 3P%  | Sl. bac.% | Skok. | Asist. | Ukr. lop. | Blok. | Poena |
| --------- | ------- | ---------- | --------- | ---- | ---- | ---- | --------- | ----- | ------ | --------- | ----- | ----- |
| 2007./08. | Atlanta | 6          | 0         | 1.0  | .333 | .000 | .000      | .3    | .0     | .0        | .0    | .3    |
| 2008./09. | Atlanta | 11         | 0         | 4.2  | .200 | .000 | .250      | .5    | .2     | .2        | .0    | .5    |
| Ukupno    |         | 17         | 0         | 3.1  | .231 | .000 | .200      | .4    | .1     | .1        | .0    | .4    |

## Vanjske poveznice
- Profil na NBA.com
- Profil na Basketball-Reference.com